# Hymenophyllum demissum
Hymenophyllum demissum är en hinnbräkenväxtart som först beskrevs av Georg Forster, och fick sitt nu gällande namn av Olof Peter Swartz. Hymenophyllum demissum ingår i släktet Hymenophyllum och familjen Hymenophyllaceae. Inga underarter finns listade.